# François Truffaut
François Truffaut (Pariz, 6. veljače 1932. – Neuilly-sur-Seine, kraj Pariza, 21. listopada 1984.), francuski filmski kritičar i redatelj.
Kao filmski kritičar bio je suradnik časopisa Cahiers du cinema, a kasnije istaknuto ime francuskog novog vala. Medijem filma, kojii smatra instrumentom poezije, suptilno ponire u međuljudske, osobito emocionalne odnose.
Filmovi:
- Les quatre cents coups (Četiri stotine udaraca) (1959., glumci: Jean-Pierre Léaud, Albert Rémy)
- Tirez sur le pianiste (Pucajte na pijanista) (1960., glumci: Charles Aznavour, Marie Dubois)
- Jules i Jim (1961., glumci: Jeanne Moreau, Oskar Werner, Henri Serre)
- Fahrenheit 451 (1966., glumci: Julie Christie, Oskar Werner)
- Baisers volés (Ukradeni poljubci) (1968., glumci: Jean-Pierre Léaud, Claude Jade)
- La sirene du Mississippi (1969., glumci: Jean-Paul Belmondo, Catherine Deneuve)
- Domicile conjugal (Zajednički stol i postelja) (1970., glumci: Jean-Pierre Léaud, Claude Jade)
- La nuit américaine (Američka noć) (1973., glumci: Jean-Pierre Léaud, Jacqueline Bisset)
- L'amour en fuite (Ljubavi na bijegu) (1979., glumci: Jean-Pierre Léaud, Claude Jade)
- Le dernier metro (1980., glumci: Catherine Deneuve, Gerard Depardieu, Heinz Bennent)